# Saint Just (album)
Saint Just è l'album di esordio del gruppo musicale italiano Saint Just.

## Descrizione
L'album è un esperimento di rock progressivo con influenze classicheggianti e di musica popolare.
Alla realizzazione dell'LP parteciparono vari ospiti tra i quali Alan Sorrenti, fratello della cantante Jenny, e il percussionista Tony Esposito.

## Tracce
Testi di Jane (Jenny Sorrenti), musiche di Toni Verde
Lato A
1. Il fiume inondò – 10:41
2. Il risveglio – 6:14
3. Dolci momenti – 3:14

Lato B
1. Una bambina – 8:00
2. Triste poeta di corte – 6:17
3. Saint Just – 3:58

## Formazione
Gruppo
- Jenny Sorrenti – voce
- Toni Verde – chitarra classica, basso elettrico, contrabbasso, voce
- Robert Fix – sassofono tenore

Ospiti
- Alan Sorrenti – cori
- Tony Esposito – percussioni
- Mario D'Amora – pianoforte, organo Hammond, celesta
- Gianni Guarracino – chitarra elettrica, chitarra acustica, chitarra a 12 corde